# Ганс-Екарт Августін
Ганс-Екарт Августін (нім. Hans-Eckart Augustin; 7 січня 1924, Нойкірхен-Флюн — ?) — німецький офіцер-підводник, оберлейтенант-цур-зее крігсмаріне.

## Біографія
1 травня 1941 року вступив на флот. З жовтня 1943 року — 2-й, з липня 1944 року — 1-й вахтовий офіцер на підводному човні U-255. В серпні 1944 року переданий в розпорядження навчального дивізіону підводних човнів. У вересні-жовтні пройшов курс командира човна. З 1 листопада 1944 по 20 березня 1945 року — командири U-62. З березня служив в навчальному дивізіону підводних човнів. В травні був взятий в полон. В серпні 1945 року звільнений.

## Звання
- Кандидат в офіцери (1 травня 1941)
- Морський кадет (1 жовтня 1941)
- Фенріх-цур-зее (1 травня 1942)
- Оберфенріх-цур-зее (1 травня 1943)
- Лейтенант-цур-зее (1 листопада 1943)
- Оберлейтенант-цур-зее (1 квітня 1945)

## Нагороди
- Залізний хрест 2-го класу (12 квітня 1944)
- Нагрудний знак підводника (1944)